# Луима сэрипос
Лӯимā сэ̄рипос (рус. Северная  заря) — газета на мансийском языке, издаваемая в Ханты-Мансийске (Ханты-Мансийский АО).
Газета выходит с 11 февраля 1989 года. До этого материалы на мансийском языке публиковались в преимущественно хантоязычной газете «Ленин пант хуват» («По ленинскому пути»). Является единственной в мире газетой на мансийском языке.
Первоначально газета имела 2 полосы и выходила 2 раза в месяц. Потом газета увеличилась до 4 полос и стала выходить раз в неделю. Позднее вновь стала выходить один раз в две недели. Тираж около 1750 экземпляров. В качестве приложения к газете «Луима сэрипос» выпускается детская газета на мансийском языке «Хōталакве» («Солнышко»).
Газета публикует материалы о важнейших событиях Ханты-Мансийского автономного округа, материальном и духовном развитии манси, а также о других финно-угорских народах.
В 2010 году на Всероссийском фестивале финно-угорских СМИ объединённая редакция газет «Ханты ясанг» и «Луима сэрипос» получила дипломом за первое место в номинации «Лучшая серия фоторепортажей о национальных традициях финно-угорских народов».